# Шольц, Владимир Германович
Влади́мир Ге́рманович Шо́льц (нем. Waldemar Scholz; 14 [26] января 1855, Гусь-Мальцевский, Владимирская губерния — 18 сентября [1 октября] 1915, Муром, Владимирская губерния) — российский педагог и общественный деятель, директор Муромского и Алексеевского реальных училищ; действительный статский советник (с 1904).
Внук композитора и дирижёра Фридриха Шольца (1787—1830) и отец заслуженного учителя школы РСФСР Варвары Шольц-Рябцевой (1891—1970).

## Биография
Родился 14 января 1855 года на Мальцевском заводе Меленковского уезда в семье коллежского асессора Германа Шольца и был крещён 9 марта в Петропавловской церкви города Москвы. В числе воспреемников (крёстных) была бабушка — «вдова капельмейстера Иоанна Шольц».
В 1879 году окончил отделение математики физико-математического факультета Императорского Московского университета и поступил на службу в Министерство народного просвещения. В том же году направлен преподавателем математики и классным наставником в Муромское реальное училище. Позднее исполнял обязанности инспектора Владимирского реального училища.
21 сентября 1900 года был назначен директором Муромского реального училища. За выслугу 25 лет в ведомстве Министерства народного просвещения с 31 марта 1905 года Владимиру Шольцу была назначена из средств Муромского уездного казначейства повышенная пенсия — 1250 рублей.
26 июля 1906 года назначен на должность учреждаемого в Кашине Алексеевского реального училища. Управляющий Московским учебным округом сообщил, что «находит полезным командировать ныне же в город Кашин для предварительных распоряжений по открытию училища». 4 декабря 1908 года в Кашинскую Городскую управу поступила служебная записка под № 652: «Имею честь сообщить Городской управе, в ответ на отношение 11 минувшего ноября, за № 1462, что все работы по отстройке здания вверенного мне реального училища со стороны города исполнены, согласно акту от 24 минувшего сентября о приёме вышеназванного здания. Подписал директор В. Шольц».
31 марта 1910 года в связи с 30-летим педагогической деятельности директора Кашинского реального училища В. Г. Шольца, от Городской Думы Кашина его поздравила делегация в составе Городского головы с членами Управы и Дмитрий Иванович Манухин, а от попечительского совета женской гимназии — Н. П. Захаров и Иван Иванович Манухин.
18 сентября 1912 года городской голова Кащина довёл до сведения присутствующих в городской думе гласных «об оставлении В. Г. Шольцем должности директора Кашинского Алексеевского реального училища по случаю расстроенного его здоровья».
Скончался от паралича 18 сентября 1915 года в Муроме и был похоронен на кладбище Спасо-Преображенского монастыря.

## Семья
- Дед — Фридрих Шольц (1787—1830), российский композитор, дирижёр и музыкальный педагог немецкого происхождения.
- Отец — Герман Фёдорович Шольц (9 апреля 1812, Санкт-Петербург — 3 ноября 1891, Гусь-Мальцовский), доктор, окончил медицинское отделение Императорского Московского университета, коллежский асессор. В семье было пятеро детей: Софья, Наталья, Александра, Владимир, Евгения.
- Жена — Екатерина Аркадьевна (урождённая Альфонская). В семье было семеро детей: Елена (1882—1958), Вера, Сергей, Александр, Варвара (1891—1970), Надежда, Николай.
  - Дочь — Елена Владимировна Шольц (в замужестве Адрианова 1882—1958) талантливый педагог, работала в школе посёлка Белоомут, Луховицкого р-на Московской области.
  - Дочь — Варвара (26.03.1891, Муром — 21.05.1970, Иваново), заслуженный учитель школы РСФСР[3].